# Liste der Mitglieder der Herbert-Bogdan-Gruppe
Diese Liste ist eine Aufstellung der Mitglieder der Herbert-Bogdan-Gruppe. Die Herbert-Bogdan-Gruppe war eine kommunistische Widerstandsgruppe, die in Berlin, Stuttgart und wahrscheinlich auch in Hildesheim aktiv war. Die Tabelle erhebt keinen Anspruch auf Vollständigkeit. Außerdem sind unten noch zwei Gedenkorte (Stolpersteine) der Gruppe angefügt.
| Name                    | REF | Geburtsjahr / Geburtsort          | Sterbejahr / Sterbeort / Sterbeursache             | Beruf                                     | Anmerkung, Bemerkung                                                                  | Foto |
| ----------------------- | --- | --------------------------------- | -------------------------------------------------- | ----------------------------------------- | ------------------------------------------------------------------------------------- | ---- |
| Herbert Bogdan          |     | 1907                              | 2001                                               |                                           | Herbert-Bogdan-Gruppe, KPD (Berlin)                                                   |      |
| Gustav Förkel           |     |                                   |                                                    |                                           | Herbert-Bogdan-Gruppe (Berlin)                                                        |      |
| Anton Hummler           |     | 1908 in St. Gallen                | 1944 im Zuchthaus Brandenburg-Görden, hingerichtet | Maschinenarbeiter, Landarbeiter           | Herbert-Bogdan-Gruppe, KPD, Kampfbund gegen den Faschismus (Stuttgart und Hildesheim) |      |
| Karl Keller             |     |                                   |                                                    |                                           | Herbert-Bogdan-Gruppe (Berlin)                                                        |      |
| Erdmann Meyer           |     | 1897                              | 1977                                               |                                           | Herbert-Bogdan-Gruppe, KPD (Berlin)                                                   |      |
| Alfred Röhr             |     |                                   |                                                    |                                           | Herbert-Bogdan-Gruppe (Berlin)                                                        |      |
| Checken: Rudolf Schierz |     | 1902                              | 1981                                               |                                           | Herbert-Bogdan-Gruppe (Berlin)                                                        |      |
| Margarete Schlie        |     |                                   |                                                    |                                           | Herbert-Bogdan-Gruppe (Berlin)                                                        |      |
| Emma Schröder (Emmy)    |     | 1896 in Bassendorf, Kreis Grimmen | 1970                                               | Landarbeiterin, Dienstmädchen             | Herbert-Bogdan-Gruppe, RHD, PFV (?), KPD                                              |      |
| Willi Schulz            |     | 1913                              | 1981                                               | Maurer                                    | Herbert-Bogdan-Gruppe (Berlin)                                                        |      |
| Max Wagner              |     | 1899 in Oberesslingen             | 1944 im Zuchthaus Brandenburg-Görden, hingerichtet | Steindrucker, Hilfsarbeiter, Ankerwickler | Herbert-Bogdan-Gruppe, KPD (Stuttgart)                                                |      |
| Walter Weigand          |     | 1905                              | 1969                                               | Dreher                                    | Herbert-Bogdan-Gruppe, „AM-Apparat“ (Berlin)                                          |      |

| Name          | REF   | Art          | Ort       | Stadtteil | Straße           | Bild |
| ------------- | ----- | ------------ | --------- | --------- | ---------------- | ---- |
| Anton Hummler | [ 1 ] | Stolperstein | Stuttgart |           | Bebelstraße 43/1 |      |
| Max Wagner    | [ 1 ] | Stolperstein | Stuttgart |           | Bebelstraße 29/2 |      |